# Myxilla mariana
Myxilla mariana är en svampdjursart som beskrevs av Ridley och Arthur Dendy 1886. Myxilla mariana ingår i släktet Myxilla och familjen Myxillidae.
Artens utbredningsområde är havet utanför Prince Edward Islands.

## Underarter
Arten delas in i följande underarter:
- M. m. polysigma
- M. m. tylacantha